# Legio I Martia

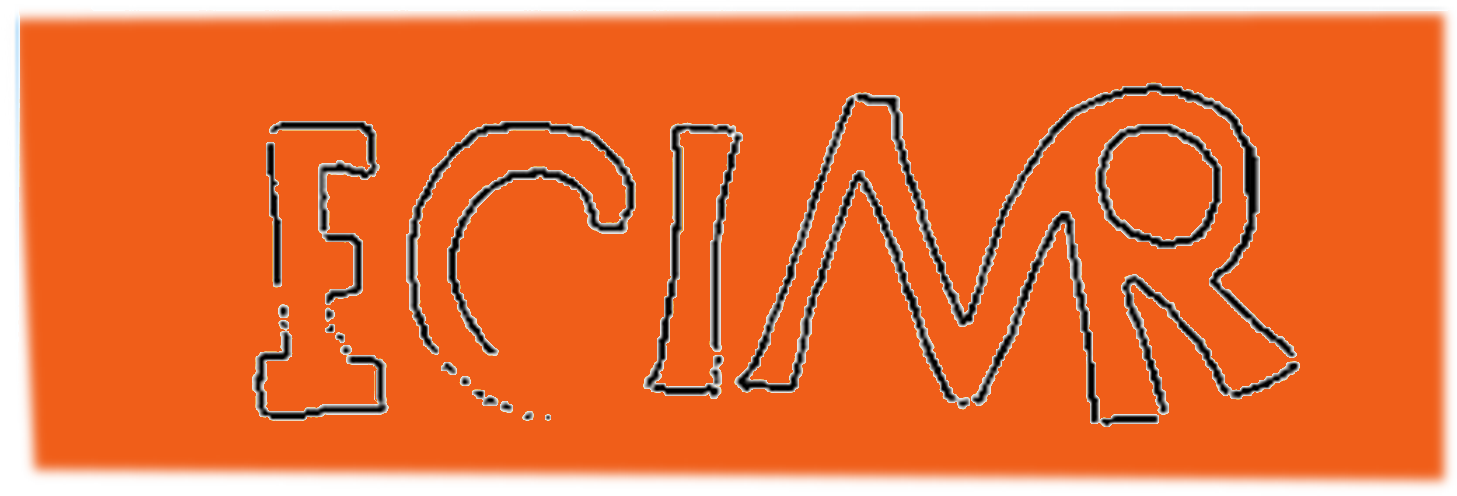
Ziegelstempel der Legion aus Kaiseraugst/Liebrüti

Die Legio prima Martia (lateinisch für „dem Mars geweihte erste Legion“) war eine Truppenformation der spätrömischen Armee. Die Informationen aus den bisher bekannten Quellen reichen nicht aus, um die Dauer ihres Bestehens zeitlich genau einzuordnen. Wahrscheinlich wurde die Legion im Rahmen der Neuorganisation der Verteidigung der Rheingrenze unter Diokletian (284–305) aufgestellt. Sie ist im späten 4. Jahrhundert in der pannonischen Provinz Valeria mehrfach nachgewiesen und wird auch in der Notitia dignitatum (Truppenbestand frühes 5. Jahrhundert) erwähnt.
Der genaue Name der Legion ist nicht völlig sicher; beispielsweise ist auch möglich, dass die offizielle Bezeichnung „Legio I Martiorum“ oder „Legio I Martensium“ lautete.

## Entwicklung
Nach den Germaneneinbrüchen um die Mitte des 3. Jahrhunderts wurde der Obergermanisch-Rätische Limes aufgegeben (sogenannter Limesfall) und die Rheingrenze und zum Teil auch die Nachschubwege unter Diokletian (284–305), Konstantin I. (306–337) und Valentinian I. (364–375) neu befestigt bzw. gesichert.
Die Legion wurde von Diokletian zunächst in der neu eingerichteten römischen Provinz Sequania stationiert. Von den spätrömischen Grenzeinheiten am Oberrhein sind Vexillationen der Legio I Martia vom frühen 4. Jahrhundert an für Augusta Raurica (Kaiseraugst und Augst) bezeugt. Auch auf dem Münsterberg in Breisach am Rhein (Mons Brisiacus) wurden gestempelte Ziegel der Legion gefunden, die in die Zeitspanne vor oder um die Mitte des 4. Jahrhunderts datiert werden können. Ebenso ließ sich die Bautätigkeit der Legion in Brugg, Grenzach-Wyhlen, Horbourg-Wihr, Straßburg, Argentovaria (Oedenburg bei Biesheim), Neuf-Brisach und Eguisheim durch gestempelte Ziegel nachweisen. Die weite Streuung dieser Funde lässt vermuten, dass die Legion nach ihrer Verlegung an den Rhein in zahlreiche Teileinheiten (Vexillationen) aufgespalten wurde.
Die Martienser wurden vermutlich unter Konstantin dem Großen (306–337) von den Limitanei (Grenzheer) zu Comitatenses (Feldheer) befördert. Danach wurden sie zur Sicherung eines größeren Abschnitts der Reichsgrenze im Castrum Rauracense/Kaiseraugst stationiert. Das um 300 an einem stark frequentierten Rheinübergang erbaute Kastell wird häufig als Hauptquartier der Einheit bezeichnet; es gibt jedoch auch Indizien, dass es zumindest noch weitere, gleich bedeutende Lager der Legion gab. Dem Castrum Rauracense kam im 4. Jahrhundert große Bedeutung zu, da es an einer wichtigen Verbindungsstraße von Gallien zu den Donauprovinzen lag. Die Kaiser Constantius II. (337–361) und Julian (360–363) führten von hier unter anderem auch Feldzüge gegen die Alamannen durch. Die Namenskartusche LEGIMAR (LEG(io) I [prima] MAR(tia)) findet sich immer wieder auf Ziegeln im Castrum und seiner Umgebung. Dieser Fabrikationsstempel beweist, dass dort von der Legion im 4. Jahrhundert n. Chr. eine Ziegelei betrieben wurde. Zwei ihrer Brennöfen wurden am Rande der Liebrüti-Siedlung ausgegraben. Die Römer stellten hier wohl auch einen Wachtturm auf, ein dort – im Jahr 1900 – entdeckter Dachziegel trug ebenfalls einen Stempel der Prima Martia. Außer den Ziegeln ist in Augst auch die Grabstele eines Veteranen der Legion erhalten geblieben.
Wahrscheinlich wurde die Legio I Martia von Valentinian I. (364–375), der den Rheinlimes weiter ausbauen ließ und sich zu diesem Zweck 369 in Breisach aufhielt, nach Pannonien verlegt. Nach anderer Meinung wurde sie in den Jahren 352 bis 355 bei Abwehrkämpfen gegen Franken und Alemannen – mit Ausnahme einer bereits vorher nach Pannonien entsandten Vexillation – aufgerieben.

## Vexillationen
Folgende Einheiten sind vermutlich aus der Legion hervorgegangen:
| Einheit               | Bemerkung | Abbildung |
| --------------------- | --- | --------- |
| Legio Prima Martiorum | Südwestlich von Visegrád, am pannonischen Donaulimes, wurden zwei valentinianische Burgus-Fundamente freigelegt. Die dabei aufgefundenen Bauinschriften aus den Jahren 371 und 372 belegen die Anwesenheit einer Legio Prima Martiorum unter dem Praepositus legionis Foscianus als Bautruppe in der Provinz Valeria (Westungarn). Ob die Legio Prima Martiorum tatsächlich als eine vom Rhein hierher verlegte Vexillation der Legio I Martia anzusehen ist oder ob es sich um eine Truppe der comitatensischen Primi Martii handelt ist noch unklar. |           |
| Martii                | Die Truppe zählte zu den Comitatenses, die im frühen 5. Jahrhundert unter dem Magister militum per Illyricum dienten. Der Bezug der Legion zu Pannonien legt nahe, dass diese Einheit ebenfalls aus der Legio I Martia hervorgegangen ist. |           |
| Martenses             | Diese Truppe stand im frühen 5. Jahrhundert unter dem Oberbefehl des Magister Peditum praesentalis. - Eine Vexillation der Martenses zählte zu den Pseudocomitatenses in der Armee des Magister Equitum Galliarum. - Ein Praefectus militum Martensium findet sich an der Atlantikküste, bei den Truppen des Dux tractus Armoricani et Nervicani. - Ein weiterer Praefectus militum Martensium ist in der Liste des Dux Mogontiacensis angeführt. Ein Zusammenhang zwischen den Martenses und der Legio I Martia ist jedoch nach wie vor umstritten.   |           |